# James Corr
James A. „Jim“ Corr (* 25. Januar 1934 in Cork, Irland) ist ein früherer irischer Politiker der Fine Gael und Lord Mayor of Cork.

## Leben
Corr war als Geographielehrer ausgebildet worden und unterrichtete an einer weiterführenden Schule. Er war sechs Jahre lang in Afrika aktiv und engagierte sich in der Gewerkschaft. 1973 rückte er in den Cork City Council nach, wurde 1974 gewählt und behielt seinen Sitz dort bis 2014. Von 1979 bis 1980 und von 1996 bis 1997 war er Lord Mayor of Cork.
Bei den Wahlen zum Dáil Éireann 1981 im Wahlkreis Cork South-Central hatte er zunächst keinen Erfolg, konnte aber dann bei den Wahlen im Februar 1982 als Teachta Dála (Abgeordneter) in den Dáil Éireann einziehen. Bei den Wahlen im November 1982 kandidierte er nicht und auch verzichtete er auf eine Kandidatur bei den Wahlen 1987. Bei den Wahlen 1989 und 1992 hatte er keinen Erfolg. Er trat auch bei der Europawahl 1999 für den Wahlbezirk Munster an. Jedoch ohne Erfolg.

## Werke
James A. Corr: Fundamental geography. Gill and Macmillan, Dublin 1972. ISBN 0-7171-0576-8.